# Cumaru (kommun)
Cumaru är en kommun i Brasilien.   Den ligger i delstaten Pernambuco, i den östra delen av landet, 1 600 km nordost om huvudstaden Brasília. Antalet invånare är 17 166.
Följande samhällen finns i Cumaru:
- Cumaru

Omgivningarna runt Cumaru är huvudsakligen savann. Runt Cumaru är det ganska tätbefolkat, med 120 invånare per kvadratkilometer.